# Geelgeblokte tijgersalamander
De geelgeblokte tijgersalamander (Ambystoma mavortium) is een salamander uit de familie molsalamanders (Ambystomatidae). De soort werd voor het eerst wetenschappelijk beschreven door Spencer Fullerton Baird in 1850. Oorspronkelijk werd de wetenschappelijke naam Ambystoma mavortia gebruikt.

## Verspreiding en leefgebied
Deze soort komt voor van Zuidwest-Canada in Brits Columbia, Alberta, Saskatchewan en Manitoba, zuidwaarts door de westelijke Verenigde Staten naar Texas en noordelijk Mexico.